# Emile Obrist
Emile Obrist (* 27. Juni 1870 in Vevey; † 30. Juni 1954 in Corsier-sur-Vevey, heimatberechtigt in Aarwangen und Vevey) war ein Schweizer Unternehmer und Politiker.

## Biografie
Er absolvierte das Progymnasium in Vevey und eine kaufmännische Lehre in Schaffhausen. Später arbeitete Obrist im 1854 gegründeten väterlichen Weinhandelsunternehmen in Vevey. 1896 erwarb er das Weingut Cure d’Attalens und später den Clos du Rocher in Yvorne. Obrist beteiligte sich aktiv an der Vorbereitung der Fête des Vignerons von 1905. 
Von 1912 bis 1925 war Obrist freisinniger Waadtländer Grossrat wie zuvor bereits sein Vater Emmanuel Obrist.
Im Jahr 1961 übernahm die Schenk S.A. das Unternehmen Obrist.